# 里弗代爾 (內布拉斯加州)
里弗代爾（英語：Riverdale）是位於美國內布拉斯加州水牛縣的村。

## 人口
根據2020年美國人口普查的數據，里弗代爾的面積為0.68平方千米，皆為陸地。當地共有人口247人，而人口密度為每平方千米363人。